# Dareun Naraeseo
Dareun Naraeseo (hangul: 다른 나라에서; MR: Tarŭn Naraesŏ; prt: Noutro País; bra: A Visitante Francesa) é um filme sul-coreano do género comédia dramática, realizado e escrito por Hong Sang-soo e protagonizado por Isabelle Huppert. Foi exibido no Festival de Cannes a 21 de maio de 2012, onde foi nomeado na Palma de Ouro.
Estreou-se na Coreia do Sul a 31 de maio de 2012, no Brasil a 5 de abril de 2013 e em Portugal a 30 de maio do mesmo ano.

## Elenco
- Isabelle Huppert como Anne

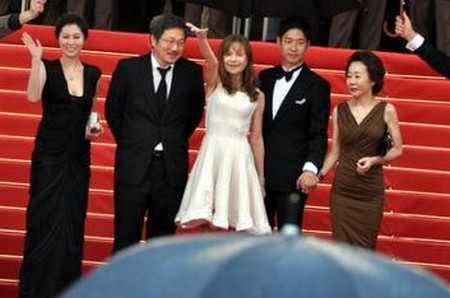
Elenco do filme no Festival de Cannes em 2012.

- Yoo Jun-sang como nadador-salvador
- Kwon Hae-hyo como Jong-soo
- Moon So-ri como Geum-hee
- Moon Sung-keun como Moon-soo
- Jung Yu-mi como Won-joo
- Youn Yuh-jung como Park Sook
- Kim Yong-ok como bico

## Reconhecimentos
| Ano  | Prémios                                            | Categorias                    | Destinatários e nomeados | Resultado | Referências |
| ---- | -------------------------------------------------- | ----------------------------- | ------------------------ | --------- | ----------- |
| 2012 | Festival de Cannes                                 | Palma de Ouro                 | Dareun Naraeseo          | Indicado  | [ 6 ]       |
| 2012 | Festival Internacional de Cinema da Flandres-Gante | Grande Prémio de melhor filme | Dareun Naraeseo          | Indicado  | [ 7 ]       |
| 2012 | Prémios Daejong                                    | Melhor ator secundário        | Yoo Jun-sang             | Indicado  | [ 8 ]       |
| 2012 | Filmes do Sul                                      | Melhor filme                  | Dareun Naraeseo          | Indicado  | [ 9 ]       |
| 2013 | Prémios da Sociedade Internacional Cinéfila        | Melhor ator secundário        | Yoo Jun-sang             | Indicado  | [ 10 ]      |